# Спорт в Кирово-Чепецке
Город Кирово-Чепецк имеет одну из наиболее развитых среди городов и районов Кировской области инфраструктуру спортивных сооружений и спортивного образования.
Особую известность город получил благодаря воспитанникам хоккейной команды «Олимпия» и созданному в пригородном посёлке Перекоп лыжному стадиону для биатлона, на котором осуществляла подготовку сборная команда СССР и многократно проводились чемпионаты страны. С 16 по 19 января 2019 года на возрождённом лыжном стадионе был проведён 3 этап Кубка России по лыжным гонкам.

## Развитие физкультурно-спортивного движения
Развитие физической культуры было связано с созданием в крупнейших трудовых коллективах города физкультурно-спортивных организаций, в дальнейшем оформившихся в добровольно-спортивные общества: ДСО «Энергия» (ТЭЦ), ДСО «Строитель» (управление строительства) и ДСО «Химик» (химический завод). Наиболее массовыми и доступными видами спорта являлись лыжный спорт и лёгкая атлетика. В конце 1940-х годов футбольная команда «Энергия» играла на первенстве Кировской области во второй группе. С 1950 года стали популярны комбинированные эстафеты (участвовали бегуны и велосипедисты, с 1954 года — пловцы, с 1958 года — включён этап на лодках). В 1952 году методом народной стройки в районе Балезино был построен стадион и проведена первая спартакиада химзавода (проводились соревнования по лёгкой атлетике (комплекс ГТО), стрельбе и городкам. С 1953 года стала заливаться конькобежная дорожка и был построен трамплин на склоне берега Вятки. В 1957 году официально создано ДСО «Химик». В 1962 году звание мастера спорта СССР, первым среди спортсменов города, завоевал лыжник И. Н. Работинский.
В конце 1950-х — начале 1960-х годов футбольная команда «Химик» стала неоднократным победителем первенств и кубка Кировской области.
В 1961 году в городе открылась детско-юношеская спортивная школа (ДЮСШ) с отделениями волейбола, спортивной гимнастики и конькобежного спорта (в 1963 году к ним добавилось отделение плавания, в 1964 — прыжков в воду, в 1968 — хоккея, в 1972 — биатлона).
В 1962 году был построен Дворец спорта с плавательным бассейном, в 1967 — спортивный павильон «Отдых» (лыжная база), в 1969 — хоккейный корт и биатлонный стадион, создан первый в отрасли цех здоровья по обслуживанию спортивных сооружений и организации массово-оздоровительной работы.
10 ноября 1964 года Всесоюзным Советом ДСО профсоюзов коллективу ДСО «Химик» было присвоено звание спортивного клуба (первому в Кировской области и одному из первых в стране), получившего название «Олимпия».
В 1982 году введён в строй специализированный зал борьбы, в 1984 — открыт шахматно-шашечный клуб.
В 1987 году Кирово-Чепецким управлением строительства был открыт культурно-спортивный комплекс «Янтарь» в составе одноимённого дворца культуры и спорткомплекса с несколькими залами и восстановительным центром, получившего в 1992 году статус спортивного клуба «Строитель» (с 1994 года — фонд «Спортивный клуб единоборств „Строитель“»), культивирующего бокс, греко-римскую борьбу, художественную гимнастику.
В 2003 году в здании бывшего клуба юных техников (КЮТ) открылся кирово-чепецкий центр бокса, объединивший спортсменов из ДЮСШ-1 и СКЕ «Строитель».
В 2016 году СК «Олимпия» был реорганизован в ассоциацию массового спорта «Спортивный клуб „Олимпия“».

## Развитие отдельных видов спорта

### Развитиехоккея с шайбой
В 1954—1955 годах была организована команда «Химик» по хоккею с шайбой, включённая в класс «Б» чемпионата страны. В сезоне 1957—1958 годов команда заняла 20-е место, в сезоне 1958—1959 годов — 5-е, в сезоне 1960—1961 годов — стала победителем зоны. В 1964 году команда получила название «Олимпия».
В сезоне 1965—1966 годов команда заняла 2 место в своей зоне, вышла в финал и стала бронзовым призёром чемпионата РСФСР. В следующем сезоне, победив в чемпионате, «Олимпия» вышла в класс «А». Одним из лучших игроков турнира стал 17-летний А. Мальцев, вскоре перешедший в «Динамо» (Москва). В 1972 году в «большой хоккей» из команды ушёл В. Мышкин, в 1990 — А. Трефилов.
В 1968 году в Кирово-Чепецке был построен открытый каток с искусственным льдом (один из первых в стране), хладагент для которого поступал по специальному трубопроводу из одного из цехов химзавода.
В сезонах 2001—2007 годов ХК «Олимпия» выступал в Высшей лиге чемпионата России, в 2010 году прекратил своё существование. Тогда же на его базе создана одноимённая команда для участия в Молодёжной хоккейной лиге.
20 ноября 2010 года в Кирово-Чепецке открылся строившийся два десятилетия ледовый дворец «Олимп-Арена» — спортивно-концертный комплекс с площадью 12730 м².
В 1996 году в городе создан хоккейный клуб «Дикие пчёлы», объединивший ветеранов кирово-чепецкого хоккея. С сезона 1998—1999 годов клуб является бессменным чемпионом Кировской области и победителем «Кубка губернатора». В 2002 году команда заняла 5-е место на чемпионате мира среди клубных ветеранских команд в Финляндии. В следующем году несколько игроков команды в составе сборной России стали чемпионами мира среди ветеранов.
Основу развития самобытной хоккейной школы в Кирово-Чепецке составляло массовое участие детских команд города в турнире на приз клуба «Золотая шайба». Первой из них стала сформировавшаяся при одном из домоуправлений команда «Торпедо», приглашённая на всесоюзный финальный турнир в Усть-Каменогорске в 1968 году, и уступившая только команде Ленинграда. В 1970 году финал в возрастной группе 12—14 лет проходил в Кирово-Чепецке и команда «Торпедо» стала его победителем, а её вратарь — Володя Мышкин — лучшим вратарём турнира. Во всех детских клубах города были свои хоккейные команды, в городских соревнованиях участвовали до 30 команд в каждой возрастной группе. 14 раз юные хоккеисты Кирово-Чепецка принимали участие во всесоюзных финальных соревнованиях:
| Год  | Место проведения | Команда   | Место |
| ---- | ---------------- | --------- | ----- |
| 1968 | Усть-Каменогорск | Торпедо   | 2     |
| 1970 | Кирово-Чепецк    | Торпедо   | 1     |
| 1973 | Усть-Каменогорск | Вымпел    | 2     |
| 1976 | Тольятти         | Огонёк    | 1     |
| 1978 | Новосибирск      | Звёздочка | 5     |
| 1979 | Уфа              | Огонёк    | 6     |
| 1980 | Воскресенск      | Чайка     | 4     |
| 1982 | Глазов           | Звёздочка | 1     |
| 1983 | Ярославль        | Огонёк    | 2     |
| 1986 | Ярославль        | Огонёк    | 4     |
| 1988 | Глазов           | Огонёк    | 4     |
| 1995 | Ярославль        | Чайка     | 1     |
| 1999 | Саратов          | Огонёк    | 8     |
| 2001 | Жуковск          | Орлёнок   | 4     |

В 1978 году центральным телевидением был снят документальный фильм известного хоккеиста и комментатора Е. А. Майорова о детском дворовом хоккее Кирово-Чепецка.
В настоящее время в возрождённом всероссийском хоккейном турнире «Золотая шайба» вновь принимают участие детские команды из Кирово-Чепецка, а город вновь принимает его финальные этапы.
С сезона 2011/2012, с момента создания Российской любительской хоккейной лиги, в городе организованы соревнования любительских команд Ночной хоккейной лиги Кировской области. В дивизионе «40+» команда «Олимпия» являлась участником проходивших в Сочи финалов всероссийских турниров 2014 года (заняла 24 место) и 2015 года (10 место).

### Развитиебиатлона
Первый чемпионат СССР по биатлону состоялся в 1957 году. В 1963 году, когда этот вид спорта был включён в программу зимней спартакиады Центрального совета физкультуры и спорта, сформированная в городе за 2 месяца команда под руководством тренера по лыжному спорту Ивана Петровича Родыгина заняла 3 место на соревнованиях в городе Сатка, проиграв командам Челябинской и Свердловской областей. В 1964 году в городе построили блиндажи тира, в 1965 — впервые провели первенство города.
23 апреля 1969 года появилось постановление Комитета по физической культуре и спорту при СМ СССР «О плане строительства спортивных баз для сборных команд страны», по которому в Кирово-Чепецке в 1969—1970 годах был построен комплекс специализированных сооружений для соревнований по биатлону. С 1972 года на лыжном стадионе для биатлона в пригородном посёлке Перекоп проходили Всесоюзные соревнования по биатлону на приз лыж «Россия» и Всесоюзные соревнования на приз спортклуба «Олимпия», являвшиеся отборочными при комплектовании сборной команды СССР по биатлону на чемпионаты мира. За всю историю комплекса на нём было проведено 18 Чемпионатов СССР (1971, 1973, 1973, 1977, 1979, 1980, 1984 годы) и РСФСР по биатлону и лыжным гонкам. Сборные команды СССР по биатлону и лыжным гонкам на трассах комплекса проводили подготовку к Олимпийским играм 1964, 1968, 1972 и 1976 годов. В 1990 году Спорткомитет СССР признал трассу в Перекопе лучшей в стране, однако позже комплекс перестал отвечать современным требованиям.
В сентябре 2010 года началась масштабная реконструкция и в декабре 2015 года после реконструкции был открыт лыжно-биатлонный комплекс «Перекоп», рассчитанный на 300 спортсменов и 1000 зрителей. В нём созданы биатлонное стрельбище на 30 мишенных установок, судейский и спортивный центры, закрытый учебный 50-метровый тир, 25 вакс-кабин, подземные переходы, трибуны, обустроены лыжно-биатлонные трассы протяжённостью 1,7 / 1,8 / 2,5 / 3,3 / 3,75 / 4,0 / 5,0 км и асфальтированная лыжероллерная трасса 5,0 км с разнообразным рельефом. На базе комплекса создано Кировское областное государственное автономное учреждение «Региональный центр зимних видов спорта „Перекоп“». Помимо спортивных сооружений, комплекс включает гостиницу, кафе, фестивальную поляну. 26 марта 2016 года в рамках проведения межрегиональных соревнований по биатлону, посвящённых памяти олимпийского чемпиона Владимира Меланьина, прошло его официальное открытие, после чего прошла сертификация трасс (15 трасс получили сертификаты омологации Федерации лыжных гонок России, 7 трасс — сертификаты Международной федерации лыжного спорта, FIS), система автоматического хронометража получила сертификаты FIS и Международного союза биатлонистов (IBU). Первыми всероссийскими соревнованиями в возрождённом комплексе стали прошедшие в феврале 2020 года 8-й этап Кубка России и чемпионат России по биатлону, в марте 2020 года — юниорское первенство России по биатлону.
С 1972 по 2002 годы в ДЮСШ № 1 работало отделение биатлона (восстановлено в 2013 году). В 1974 году в спортклубе «Олимпия» был открыт опорный пункт олимпийской подготовки по биатлону. Руководитель тренерского коллектива Иван Петрович Родыгин в 1972 году был удостоен звания заслуженного тренера РСФСР (первым в городе и третьим в Кировской области), а в 2009 году, за вклад в развитие спорта в городе, стал Почётным гражданином Кирово-Чепецка.
В спортклубе были подготовлены Иван Бяков, заслуженный мастер спорта СССР, чемпион Зимних Олимпийских игр 1972 и 1976 годов, мастер спорта СССР международного класса Вадим Овчинников, десятки мастеров спорта СССР, среди них победители и призёры первенств мира, СССР и России, в числе которых следует отметить Юрия Обухова, Владимира Широкова, Николая Попова, Вячеслава Юркина, Андрея Шишова, Василия Федулова, Леонида Зевахина, Леонида Порошина, Евгения Макаркина, Александра Вершинина, Александра Вавилова, Эмиля Максутова, Валентина Семёнова, Сергея Петухова, Сергея Зверева, Анатолия Рычкова, Александра Можаева, Михаила Голяшова, Виктора Трухина, Виктора Анисимова, Александра Шаклеина, мастеров спорта России Сергея Кононова и Ирину Меркушеву.

### Развитиеплавания
Отделение плавания СК «Олимпия» появилось в 1963 году в составе созданной при спортивном клубе детско-юношеской спортивной школы (ДЮСШ), при этом, поскольку плавательный бассейн в построенном годом ранее Дворце спорта не был сдан в эксплуатацию, тренировки 7 созданных групп проходили на реке. Первыми тренерами пловцов были С. Г. Кравченко, В. Ф. Луценко, Л. Н. Зыкова. В 1964 году городская команда пловцов на соревнованиях Центрального совета физкультуры и спорта заняла третье место и стала костяком сборной Кировской области. В том же году по инициативе М. А. Гуслянникова (позже ставшего заслуженным тренером СССР) в ДЮСШ появилось отделение прыжков в воду. Первой спортсменкой, выполнившей норматив мастера спорта СССР, стала Людмила Соцкова.
В конце 1960-х годов на тренерскую работу пришли В. П. Фомин, Е. Н. Тюхтин, Е. А. Бурков, В. В. Козулицын, в 1970—1980 годы — Н. А. Буйлова, воспитанницы ДЮСШ Н. А. Козлова и Л. Ф. Анисимова, приехавшие из Белоруссии Г. В. и В. И. Блинковы. Нормативы мастера спорта СССР выполняют Андрей Ронжин, Елена Фалалеева, Валентина Васильева, Татьяна Иванова, Елена Беляева, Вячеслав Шохирев, Наталья Широкова, Татьяна Тарасова, Ольга Шиленко, Сергей Лимонов, Евгений Сорокин, Сергей Кондаков, Роман Хлебников, побеждая и становясь призёрами всероссийских, всесоюзных и международных соревнований. Наиболее значимые достижения в этом поколении пловцов были у Яны Шамаровой, ставшей мастером спорта СССР международного класса, многократной чемпионкой СССР и России по плаванию вольным стилем и в комплексном плавании (1989—1992 годы), членом сборной команды СССР, обладателем Кубка Европы и победителем на летней Универсиады За достижения ученицы Людмиле Фёдоровне Анисимовой было присвоено звание «Заслуженный тренер РСФСР».
В 1990-е годы по инициативе Г. В. Блинкова был заключён договор со спортивным клубом Приволжского военного округа и со школой высшего спортивного мастерства, расположенными в городе Самаре, где для кирово-чепецких пловцов были созданы надлежащие условия. Мастерами спорта стали Екатерина Клюкина и Ирина Карпова (участницы европейских юношеских чемпионатов), Ирина Анисимова, Вера Широкова, Алексей Никулин и Анна Кондакова.
В 2000 году на прошедшем в Волгограде первенстве России среди ДЮСШ воспитанницы СДЮСШОР СК «Олимпия», набрав 2093 очка, заняли первое общекомандное место, опередив сверстниц из ведущих плавательных центров страны. Победительницами стали Яна Толкачёва, Полина Шорникова, Ксения Верещагина и Елена Плишкина. После этих соревнований девушки вместе со своим тренером Натальей Алексеевной Козловой (удостоенной за их достижения звание «Заслуженный тренер России») приняли приглашение тренироваться в волгоградском плавательном клубе «Волга».
Недавние победительницы всероссийских соревнований клуба «Весёлый дельфин» П. Шорникова (1998 год) и Я. Толкачёва (1999 год, с рекордом Европы для девочек 11 лет), в 2002 году завоевали «золото» на юношеском чемпионате Европы. В период 2001—2006 годов в совокупности П. Шорникова, Я. Толкачёва и К. Верещагина на чемпионатах России завоевали 15 золотых, 11 серебряных и 6 бронзовых медалей. Девушки входили в состав сборной России, в том числе в состав олимпийских команд 2004 и 2008 годов, стали мастерами спорта России международного класса.
В настоящее время достижению кирово-чепецкими пловцами крупных успехов на всероссийской и международной аренах препятствует отсутствие в городе необходимой тренировочной базы, главным образом — 50-метрового бассейна.

### Развитиеклассической борьбы
Становление борцовской школы в городе начинается в 1954 году и связано с именем Василия Егоровича Очнева, организовавшего секцию при дворце культуры химиков, ставшего одновременно и тренером-общественником, и ведущим спортсменом, и председателем физкультурного комитета. Для популяризации борьбы организовывались спортивные вечера, выступления в городском парке, в школах и колхозах района. В 1959 году Василий Очнев, призванный в 1956 году на срочную службы на Тихоокеанский флот, первым из воспитанников секции, выполнил норматив мастера спорта СССР по вольной борьбе. После возвращения, в 1962 году, он стал мастером спорта СССР по греко-римской борьбе, а позже ещё и по самбо. В 1962 году норматив мастера спорта по греко-римской борьбе выполнил Фёдор Деветьяров, ставший вместе с Очневым тренером кирово-чепецких борцов-классиков.
По инициативе В. Е. Очнева начал проводиться всесоюзный турнир по классической борьбе, дающий право на присвоение звания «мастер спорта». С 1974 года он возглавил областной спорткомитет, где внёс большой вклад в развитие физкультурно-спортивного движения, — в частности, по его инициативе построено более 70 спортивных комплексов. В 1978 году, после окончания заочного отделения Центральной школы тренеров России, на тренерскую работу перешёл Павел Тихонович Вертунов, в 1988 году ставший старшим тренером отделения греко-римской борьбы СК «Олимпия».
В 1970-е годы звание мастера спорта СССР получили Павел Вертунов (в период учёбы в школе тренеров), Николай Ложкин (оба — воспитанники В. Очнева), Александр Клюкин, Валерий Созонтов, Игорь Захаренков, Владимир Стародумов (воспитанники Ф. Деветьярова). В целом в Кировской области уровень развития борьбы был настолько высок, что в отдельных категориях выиграть чемпионат области было сложнее, чем страны. В 1980-х годах наиболее весомые успехи в отделении были связаны с именами супертяжеловесов, мастеров спорта СССР Александра Черкасова (тренер В. Очнев), Александра Яхонтова и Дмитрия Зорина (тренер П. Вертунов).
Несколько позже к растущему списку мастеров присоединились воспитанники В. Л. Захаренкова, В. Л. Созонтова и П. Т. Вертунова Николай Кривзун, Олег Соловьёв, Сергей Аристов, Сергей Вершинин, Владислав Хлыбов и Николай Пилишин. В начале 1990-х годов для поддержки этого вида спорта была создана городская федерация, позволившая привлечь к финансированию учебно-спортивной работы многие предприятия города. Её президентом стал Николай Александрович Пилишин, в 2000 году ставший заслуженным тренером России (первым получил это звание старший тренер отделения П. Т. Вертунов, в 1993 году). Если до этого успехи кирово-чепецких борцов относились к кадетским и юношеским турнирам, областным и республиканским соревнованиям, первенствам спортивных обществ, вооружённых сил, то с 1999 года воспитанник П. Т. Ветрунова Юрий Патрикеев вошёл в число ведущих борцов мира и стал многократным призёром и победителем чемпионатов России, Европы и мира, призёром Олимпийских игр, стал мастером спорта России международного класса. Норматив мастера спорта России выполнили Максим Журавленко и уроженец Южной Осетии Заур Кодоев (тренер которого, Андрей Викторович Наговицын, стал судьёй международной категории). В городе ежегодно организуются всероссийский турнир на приз заслуженного тренера России П. Т. Вертунова и Всероссийский юношеский турнир по греко-римской борьбе на призы филиала «КЧХК» ОАО "ОХК «Уралхим».

### Развитиетяжёлой атлетики
Первыми участниками областных соревнований по тяжёлой атлетике из Кирово-Чепецка были Герман Манылов и Феликс Фридман. С 1956 года тренировки штангистов стали проводиться в одном из помещений дворца культуры химиков, в том же году заводская команда химиков стала лидером области в командном зачёте, а с 1958 года —бессменным на протяжении десятка лет победителем областных соревнований. Возглавляли команду (сначала — ДСО «Труд», затем — СК «Олимпия») тренеры-общественники Герман Игнатьевич Манылов, позже — Анатолий Петрович Светличный, с 1962 года — Николай Федосеевич Гагаринский и Анатолий Михайлович Копосов, ещё позднее — Сергей Фёдорович Лосев, Николай Валентинович Дедюхин, Анатолий Яковлевич Гагаринов.
22 мая 1966 года на соревнованиях спартакиады области первым из кирово-чепецких штангистов норматив мастера спорта СССР выполнил Анатолий Манылов (нужная сумма для полусреднего веса сложилась из результатов: жим над головой — 127,5 кг, рывок — 110 кг, толчок — 147,5 кг. Следом норматив был покорён Николаем Дедюхиным и Юрием Голубцовым, позже — Валерием Шумских и Леонидом Родыгиным. В 1980-х годов мастерами спорта СССР стали Михаил Четвериков и Анатолий Кувалдин, Николай Соколов, Сергей Осипанов и Юрий Иванов. Ю. Иванов, кроме того, выполнил норматив мастера спорта по пауэрлифтингу и гиревому спорту. Такого же успеха в пауэрлифтинге достигли Лариса Карачева и Надежда Усова. Отчасти уход тяжелоатлетов в смежные виды спорта был связан с введением ограничения на участие в соревнованиях штангистов возрастом 23 года, если спортсмен не являлся мастером спорта международного класса.
В последние годы наибольшие успехи кирово-чепецких тяжелоатлетов связаны с выступлениями ветеранов. Владимир Поздеев, приехавший в город в 1984 году уже будучи мастером спорта СССР, в начале 2000-х трижды побеждал на чемпионатах Европы среди ветеранов, многократно выигрывал чемпионаты России. Мастер спорта России Надежда Гагаринская является рекордсменкой Европы и России, победителем чемпионатов Европы и первенства мира среди ветеранов, 11-ти кратной чемпионкой России среди ветеранов.

### Развитиефутбола
В 2022 году кирово-чепецкая любительская команда «КССС» впервые стала обладателем Кубка Премьер-лиги Кировской области. Заявившись в 2023 году на участие в чемпионате и кубке межрегиональной федерации футбола «Золотое кольцо» среди команд III дивизиона, команда победила в обоих турнирах, получив право участвовать в финальном этапе всероссийских соревнований по футболу среди мужчин «III дивизион», где «КССС» 12 ноября 2023 года одержала победу со счётом 1:0 над командой «Норт» из Карачаево-Черкесии в матче, состоявшемся на стадионе Национального футбольного центра (Сочи). В её составе обладателями индивидуальных наград по итогам турнира стали Дауд Гарифуллин (лучший полузащитник) и Сергей Венских (лучший нападающий).

## Проводимые в городе соревнования
- Ежегодный российский турнир по художественной гимнастике «Весенние ласточки»[68].
- Ежегодные Всероссийские соревнования по плаванию памяти мастера спорта международного класса Яны Шамаровой[69][70].
- Ежегодный всероссийский турнир по греко-римской борьбе на приз заслуженного тренера России П. Т. Вертунова[71].
- Ежегодный всероссийский юношеский турнир по греко-римской борьбе на призы филиала «КЧХК» ОАО "ОХК «Уралхим»[71].
- Ежегодные кольцевые автомобильные гонки по льду на приз Я. Ф. Терещенко[72].
- Областные соревнования ежегодных Всероссийских массовых соревнований по спортивному ориентированию «Российский Азимут», по лыжным гонкам «Лыжня России», по бегу «Кросс нации»[73].

## Спортивное образование

### СШОР № 1
Муниципальное автономное учреждение спортивная школа олимпийского резерва № 1 города Кирово-Чепецка Кировской области (МАУ СШОР № 1 г. Кирово-Чепецка) является старейшим образовательным учреждением спортивной направленности в городе. В настоящее время на бюджетной основе в школе работают семь отделений: бокса, борьбы дзюдо, шахмат, лёгкой атлетики, лыжных гонок, биатлона и баскетбола, с общим числом зачисленных воспитанников 1256 человек.
Детско-юношеская спортивная школа была открыта 31 декабря 1957 года, включив 3 отделения (лыжных гонок, лёгкой атлетики и спортивных игр). Со временем число и направленность работавших отделений менялось: В 1969—1970 годах работало отделение прыжков в воду, в 1990—1992 годах — гиревого спорта. Отделение спортивных игр было в 1960 году преобразовано в отделение баскетбола (закрыто в 1965 году, работало с 1992 по 1996 годы и вновь с 2007 года), отделение биатлона впервые открылось в 1972 году, было закрыто в 2002 и восстановлено в 2013 году, после 2016 года лучшие биатлонисты и лыжники продолжают обучение в региональном центре зимних видов спорта «Перекоп». В городе они базируются на территории школы № 6, рядом с учебными трассами лыжного стадиона «Карпаты» (земельный участок для его устройства был передан в оперативное управление СШОР в 2016 году). В 1970 году для ДЮСШ было построено новое здание с легкоатлетическим манежем и спортивным залом, что позволило легкоатлетам тренироваться круглогодично. Шахматное отделение было создано в 1985 году, а через 2 года из спортивного клуба «Олимпия» в ДЮСШ № 1 был передан шахматно-шашечный клуб. Отделение бокса было открыто в школе в 1993 году, его становлению помогли ветераны, занимавшиеся этим видом в спортклубе «Олимпия» с 1960 года. Годом раньше появилось и отделение борьбы дзюдо. Сначала их тренировки проходили в спортзалах общеобразовательных школ и профессионального училища, сейчас проходят в специализированных залах, в том числе на новой спортивной базе на улице Юбилейной, дом 15/2, введённой в сентябре 2011 года и ставшей новым адресом школы, получившей с этим тренажёрные и фитнес-залы, лыжную базу, площадки для баскетбола, волейбола, футбола, лёгкой атлетики.

### СШОР «Олимпия»
Муниципальное автономное учреждение спортивная школа олимпийского резерва «Олимпия» города Кирово-Чепецка Кировской области (МАУ СШОР «Олимпия» г. Кирово-Чепецка) в современном виде была создана в при присоединении 10 января 2017 года к Муниципальному автономному образовательному учреждению дополнительного образования детей специализированная детско-юношеская спортивная школа олимпийского резерва города Кирово-Чепецка Кировской области (МАОУ ДОД СДЮСШОР) другого образовательного учреждения — Муниципального автономного образовательного учреждения дополнительного образования детей детско-юношеская спортивна школа «Олимпия» города Кирово-Чепецка Кировской области (МОУ ДОД ДЮСШ «Олимпия»). Первоначально оба учреждения были созданы при организованном при профсоюзном комитете химического завода ДСО «Химик»: в 1961 году в его составе появилась детско-юношеская спортивная школа, в 1981 году получившая статус специализированной детско-юношеской спортивной школы олимпийского резерва, а в 1968 году из неё было выделено отделение хоккея с шайбой (получившее название «Олимпия» в соответствии с названием базовой команды, ставшей в предыдущем сезоне чемпионом РСФСР), получившее статус образовательного учреждения в 1992 году. В 2002 году обе школы были переданы из спортивного клуба «Олимпия» (ДСО «Химик» получило этот статус в 1964 году) в ведение администрации города Кирово-Чепецка.
В настоящее время в школе работают 4 отделения: плавания (базирующееся во Дворце спорта с плавательным бассейном, по адресу ул. Островского, 2), греко-римской борьбы и художественной гимнастики (базирующееся в спорткомплексе «Янтарь», по адресу ул. Сосновая, 1а), конькобежного спорта и футбола (базирующееся в спортпавильоне «Отдых», ул. Спортивная, 8) и хоккея и фигурного катания на коньках (базирующееся в ледовом дворце «Олимп-Арена», ул. Заводская, 20).
Первоначально в ДЮСШ были открыты отделения волейбола, спортивной гимнастики и конькобежного спорта; уже в мае 1961 года было проведено первое личное первенство по художественной гимнастике с участием спортсменок Кирово-Чепецка и Кирова. В 1962 году был введён в строй Дворец спорта с плавательным бассейном, через год это позволило открыть отделение плавания, ещё через год — отделение прыжков в воду. В 1967 году вступил в строй первый в Кировской области спортивный гимнастический зал в спортпавильоне «Отдых», в 1968 год — открыты отделения хоккея и классической борьбы, введена в строй лыжная база, в том же году был присвоен статус школы олимпийского резерва. В 1970 году одна из хоккейных команд, созданных по месту жительства в районах города, стала чемпионом во Всесоюзных соревнованиях на призы клуба «Золотая шайба». В 1972 году были открыты отделения биатлона, тяжёлой атлетики, баскетбола. В 1976 году в городе начала работать система всеобщего обучения плаванию всех 1-х классов школ. В 1979 году было принято решение закрыть направление мужской (юношеской) гимнастики и специализироваться на женской.

### СЮТур
Станция юных туристов была создана в 1989 году, а в 1992 году получила статус учреждения дополнительного образования детей.
В 2006 год станция стала лауреатом II Всероссийского конкурса учреждений дополнительного образования детей в номинации «станция».
Работники станции ежегодно организуют проведение категорийных походов и экспедиций в Карелию, на Приполярный Урал, на Кавказ и по Кировской области, проведение в городе Всероссийских массовых соревнований «Лыжня России», «Российский Азимут», «Кросс нации».
Туристско-краеведческое направление деятельности станции включает в себя спортивный туризм с основами скалолазания, подготовку судей туристских соревнований и инструкторов туризма. Физкультурно-спортивное направление — спортивную аэробику, силовой фитнес, спортивное скалолазание.
Бессменным руководителем СЮТура является Матвеев Александр Петрович, в 2012 году первым из жителей Кировской области удостоенный звания «Почётный путешественник России», присваиваемого Туристско-спортивным союзом России за 15 и более походов IV—V категорий сложности.

## Известные спортсмены и тренеры
В разделе приведены спортсмены, родившиеся или проживавшие в городе Кирово-Чепецке, представлявшие спортивные общества и клубы города или выступавшие за спортивные команды города, и являвшиеся:
1. Победителями и призёрами Олимпийских и Паралимпийских игр, чемпионатов и Кубков мира, континента или государства.
2. Рекордсменами мира, континента или государства.
3. Членами национальных сборных государств.
4. Участниками наиболее значительных международных соревнований по наиболее популярным видам спорта.
5. Участниками клубных команд высших лиг стран по наиболее популярным в этих странах игровым командным видам спорта.
6. Тренерами спортсменов и главными тренерами команд, удовлетворяющих вышеперечисленным условиям.

### Баскетбол
- Шакулин Дмитрий Викторович

### Биатлон
- Бяков Иван Иванович
- Родыгин Иван Петрович (тренер)

### Бодибилдинг
- Вишневский Александр Владимирович
- Гостюнин Игорь Анатольевич

### Греко-римская борьба
- Патрикеев Юрий Николаевич

### Конькобежный спорт
- Бобров Андрей Юрьевич
- Голубева (Казелина) Елизавета Сергеевна
- Казелин Михаил Сергеевич

### Лёгкая атлетика
- Арасланов Артём Амирович
- Махнёва Ксения Олеговна

### Лыжные гонки
- Перляк Станислав Николаевич
- Скобелев Владислав Александрович
- Ускова Елена Юрьевна

### Настольный теннис
- Тайлакова Мария Владимировна

### Плавание
- Верещагина Ксения Сергеевна
- Толкачёва Яна Юрьевна
- Шамарова Яна Владимировна
- Шорникова Полина Валентиновна

### Регби-7
- Шемчук Мария Александровна

### Рэндзю
- Кожин Михаил Анатольевич

### Скалолазание
- Вайцеховский Евгений Владимирович

### Следж-хоккей
- Волков, Илья Николаевич

### Хоккей с шайбой
Включены в Зал славы отечественного хоккея:
- Мальцев Александр Николаевич
- Мышкин Владимир Семёнович
- Трефилов Андрей Викторович

Другие хоккеисты и тренеры:
| - Абашев Ренат Зуфарович - Анисимов Андрей Геннадьевич - Анисимов Владимир Аркадьевич - Антонов Евгений Валерьевич - Априн Андрей Николаевич - Ардашев Александр Аркадьевич - Бабушкин Владимир Генрихович - Барабаш Виталий Геннадьевич - Баранов Илья Григорьевич - Басимов Спартак Артурович - Безбородов Константин Александрович - Белкин Юрий Викторович - Беломоин Александр Владимирович - Белоусов Александр Юрьевич - Белохонов Дмитрий Андреевич - Бельтюков Александр Николаевич - Березенский Александр Григорьевич - Береснев Дмитрий Васильевич - Береснев Леонид Аркадьевич - Бледнов Никита Романович - Бобарико Евгений Викторович - Бояршинов Георгий Владимирович - Булдаков Андрей Анатольевич - Василевский Александр Александрович - Васильев Игорь Анатольевич - Васючков Максим Владимирович - Вахрушев Андрей Геннадьевич - Вахрушев Виктор Николаевич - Войкин Сергей Борисович - Волков Алексей Владимирович - Волков Олег Васильевич - Волков Эдуард Владимирович - Воронин Евгений Фёдорович - Галкин Вадим Николаевич - Гаранин Стефан Константинович - Гончаров Александр Андреевич - Голиков Сергей Александрович - Григорьев Вячеслав Викторович - Гросман Виталий Тимофеевич - Губернаторов Сергей Владимирович - Девяткин Пётр Геннадьевич - Демаков Алексей Сергеевич - Дессерт Юрий Александрович - Дмитриев Дмитрий Дмитриевич - Долгов Юрий Геннадьевич - Долгушев Семён Евгеньевич - Донец Никита Борисович - Доника Михаил Георгиевич - Дробин Алексей Александрович - Дудин Владимир Аполлинарьевич - Дудин Владислав Владимирович - Думаревский Дмитрий Викторович - Дьяконов Пётр Андреевич - Егоров Геннадий Николаевич - Ерфилов Виталий Георгиевич - Есипов Юрий Евгеньевич - Ефремов Владимир Юрьевич - Ерфилов, Виталий Георгиевич - Жаглин Алексей Николаевич - Жмаев Александр Владимирович - Жулин Пётр Филиппович - Завьялов Валерий Александрович - Зиновьев Кирилл Валерьевич - Золотарёва Карина Станиславовна - Зоров Анатолий Валерьевич - Зырянов Глеб Игоревич - Казакевич Михаил Николаевич - Калачёв Дмитрий Александрович | - Караваев Андрей Николаевич - Кардаков Валерий Николаевич - Каримов Тимур Искандерович - Карпиков (Мошонкин) Дмитрий Леонидович - Карпухин Павел Дмитриевич - Кирилов Андрей Николаевич - Киселёв Сергей Александрович - Ковзалов Илья Александрович - Кожевников Александр Игоревич - Козуб Вячеслав Вячеславович - Колюбакин Сергей Витальевич - Комаров Павел Владимирович - Копысов Андрей Николаевич - Королёв Тимофей Павлович - Коршков Алексей Владимирович - Костев Ион-Георгий Александрович - Кошечкин Василий Владимирович - Кощеев Сергей Николаевич - Краев Михаил Александрович - Крикунов Владимир Васильевич - Кропотин Максим Игоревич - Кубенский Вячеслав Евгеньевич - Кудяшов Сергей Игнатьевич - Кузнецов Сергей Васильевич - Куликов Андрей Александрович - Кулябин Александр Дмитриевич - Кутявин Сергей Владимирович - Лаврёнов Юрий Сергеевич - Лавров Вячеслав Васильевич - Лихачёва Екатерина Сергеевна - Ложкин Алексей Александрович - Ложкин Андрей Вячеславович - Ложкин Денис Юрьевич - Ложкин Кирилл Александрович - Лоптев Дмитрий Николаевич - Луговской Виктор Владимирович - Лунёв Андрей Алексеевич - Люткевич Виталий Викторович - Малков Андрей Витальевич - Мальцев Сергей Николаевич - Метелёв Дмитрий Алексеевич - Метлюк Даниил Денисович - Мигулёв Дмитрий Владимирович - Мильто Сергей Владимирович - Милютин Павел Сергеевич - Мисбахов Ильнар Вакилович - Михайлов Михаил Иванович - Михнин Денис Владимирович - Мозгалёв Игорь Анатольевич - Мусакаев Айдар Юнирович - Мухаметшакиров Искандер Равилевич - Наумов Андрей Борисович - Нестеров Евгений Фёдорович - Нечаев Сергей Владимирович - Николаев Евгений Владиславович - Никулин Владимир Иванович - Никулин Юрий Владимирович - Нохрин Евгений Анатольевич - Обрежа Дмитрий Константинович - Обухов Аркадий Николаевич - Одегов Эдуард Николаевич - Одинцов Сергей Анатольевич - Опалев Игорь Николаевич - Осипенко Александр Викторович - Паюсов Василий Иванович - Перетягин Денис Александрович - Перетягин Сергей Викторович - Пермяков Станислав Вячеславович | - Пестов Алексей Филиппович - Петров Антон Евгеньевич - Победоносцев Александр Викторович - Поликарпенко Владимир Григорьевич - Полушин Александр Сергеевич - Полушин Антон Сергеевич - Пономарёв Степан Анатольевич - Попугаев Андрей Александрович - Потапов Денис Викторович - Преображенский Дмитрий Александрович - Пуртов Сергей Валентинович - Репин Александр Викторович - Ростков Роман Вадимович - Рылов Яков Николаевич - Рьянов Вячеслав Серафимович - Салишев Эрнст Равильевич - Сажин Денис Владимирович - Самохин Александр Сергеевич - Сауков Герман Денисович - Сергеев Денис Валерьевич - Сиротинин Игорь Юрьевич - Сироткин Никита Игоревич - Ситников Вадим Анатольевич - Сливинский Игорь Эдуардович - Смирнов Кирилл Андреевич - Собачкин Вадим Николаевич - Соколов, Александр Юрьевич - Сорокин Илья Васильевич - Сухоруков Роман Сергеевич - Сычушкин Владимир Сергеевич - Тарасов Олег Вячеславович - Тимкин Алексей Викторович - Трунёв Максим Рудольфович - Трусов Дмитрий Валентинович - Тукмачёв Сергей Викторович - Тюляпкин Денис Сергеевич - Усенко Иван Васильевич - Федорченко Виктор Ильич - Федотов Александр Александрович - Федулов Игорь Вячеславович - Фомичёв Константин Юрьевич - Фролов Александр Александрович - Хайруллин Марат Фанисович - Цирулёв Никита Михайлович - Цыпнятов Иван Геннадьевич - Чернядьев Алексей Алексеевич - Чеснов Владислав Евгеньевич - Чирков Андрей Анатольевич - Чудомех Игорь Викторович - Чупин Алексей Геннадьевич - Шадрин Станислав Юрьевич - Шайхелисламов Эдуард Дамирович - Шафиков Руслан Аликович - Шаяхметов Наиль Ахатович - Шерешков Алексей Владимирович - Шестериков Сергей Владимирович - Шиляев Леонид Александрович - Шипулин Роман Васильевич - Шишкин Евгений Анатольевич - Шкляев Владимир Сергеевич - Шуклин Владимир Николаевич - Шуленин Дмитрий Андреевич - Шумилов Игорь Владимирович - Шустов Антон Игоревич - Эрикссон Пауль - Юркин Антон Павлович - Янцен Владислав Сергеевич |

### Художественная гимнастика
- Попова (Усцова) Анна Павловна

## Заслуженные тренеры

### Заслуженные тренеры РСФСР
- 1970 — Ерфилов Виталий Георгиевич — главный тренер ХК «Олимпия» (1969—1972).
- 1972 — Родыгин Иван Петрович, тренер по биатлону СК «Олимпия»;
- 1979 — Думаревский Дмитрий Викторович, главный тренер ХК «Олимпия» (1975—1981);
- 1983 — Изергин Владимир Сергеевич, старший тренер-преподаватель отделения конькобежного спорта СДЮСШОР;
- 1990 — Анисимова Людмила Фёдоровна, тренер-преподаватель отделения плавания СДЮСШОР.

### Заслуженные тренеры России
1993 — Вертунов Павел Тихонович, тренер отделения греко-римской борьбы СДЮСШОР;
2000 — Пилишин Николай Александрович, президент федерации греко-римской борьбы города Кирово-Чепецка;
2001 — Шамаров Владимир Фёдорович, главный тренер-преподаватель по хоккею ДЮСШ «Олимпия»;
2003 — Козлова Наталья Алексеевна, тренер-преподаватель отделения плавания СДЮСШОР.